# Svatopluk Jemnický
Svatopluk Jemnický († 1200) byl syn Vratislava Brněnského z dynastie Přemyslovců a jeho manželky ruského původu. V letech 1189–1192 a 1194–1198 byl knížetem brněnského (respektive jemnického) údělu. Jeho bratrem byl brněnský údělník Spytihněv Brněnský.
O druhém synovi Vratislava Brněnského se toho ví méně než o jeho bratru Spytihněvovi. O něm je alespoň známo, že podporoval knížata Václava II. a poté Jindřicha Břetislava. V roce 1189 se zřejmě stal bratrovým spoluvládcem na Brněnsku, které získali od nového knížete Konráda II. Oty. Konrád ale měl oba Přemyslovce pod kontrolou. Moravští údělníci včetně těch brněnských vlastně už dlouho ztráceli na významu.
Není jasné, kde se zdržoval Svatopluk, zatímco jeho bratr s knížetem Václavem II. uprchli před Přemyslem Otakarem I. (1192). Přemysl ale o trůn v dalším roce zradou šlechty přišel. V polovině roku 1194 Spytihněvovi a Svatoplukovi vrátil úděl další kníže, Jindřich Břetislav. Ten zřejmě Brněnsko rozdělil a na vydělené Jemnicko dosadil Svatopluka.
Když se v roce 1197 na trůn znovu dostal Přemysl Otakar, žádného z údělníků nevyhnal. Spytihněva Brněnského ale nechal oslepit a ten v roce 1198 nebo 1199 zemřel. Není známo, co se potom dělo se Svatoplukem, jen že zemřel okolo roku 1200. Svatoplukem Jemnickým tak vymřela po meči brněnská větev rodu Přemyslovců.
Je možné, že Svatoplukovou dcerou byla Hedvika, manželka Piastovce Vladislava Odonice.